# La Trilogie du magicien noir
La Trilogie du magicien noir (titre original : The Black Magician) est un cycle de fantasy écrit par l'auteure australienne Trudi Canavan.
Les romans racontent l'histoire de Sonea, une adolescente originaire des Taudis, qui bien qu'issue des classes les plus pauvres va se révéler être une utilisatrice naturelle de la magie, d'habitude réservée aux classes les plus hautes.
La trilogie débute par ses premiers pas dans l'univers inconnu de la magie, alors qu'elle tente d'échapper à la Guilde, une organisation regroupant les mages de plusieurs pays, avant de poursuivre par son apprentissage et de sauver la "Kyralie" en utilisant une école de magie bannie plusieurs siècles auparavant.

## La Trilogie du magicien noir
1. La Guilde des magiciens, 2007 (The Magicians' Guild, 2001), trad. Justine Niogret
2. La Novice, 2007 (The Novice, 2002), trad. Claire Jouanneau
3. Le Haut-Seigneur, 2008 (The High Lord, 2003), trad. Ariane Maksioutine

## Personnages
Sonea : Personnage central de la trilogie, elle a quinze ans dans le premier tome, dix-sept dans le deuxième et dix-neuf dans le dernier. Issue des classes les plus pauvres, elle découvre sa magie par hasard, se faisant ainsi remarquer par les magiciens. Ils se mettent à sa recherche pour savoir si elle représente un danger, mais Sonea convaincue qu'ils veulent la tuer se réfugie auprès d'une corporation de "voleurs".
Rothen : Personnage secondaire. Lorsque la jeune fille perd totalement le contrôle de son pouvoir, il est celui qui parvient à la convaincre de le laisser l'aider. Grâce à lui, elle parviendra à surmonter sa peur des magiciens. Il lui apprendra le contrôle de son pouvoir et sera comme un père pour elle. Il digérera mal le fait qu'Akkarin réclame sa tutelle.
Ceryni (Cery) : Ami d'enfance, il la connaît depuis qu'ils ont vécu dans les taudis. Lorsqu'elle le revoit pour la première fois depuis qu'elle a été chassée de chez elle avec son oncle et sa tante, il l'invitera à se joindre à eux pendant la Purge (lorsque les Magiciens chassent les pauvres de la cité), cependant, c'est au moment de lancer une simple pierre sur un Magicien qu'elle prendra conscience de son pouvoir. Par la suite, il cherchera à cacher Sonea des Magiciens, faisant cette fois appel aux "voleurs", ses amis.
Akkarin : Haut seigneur de la Guilde, il a un passé mystérieux durant lequel il avait fait des recherches sur des anciennes formes de magie. On découvre qu'il doit sa puissance à la magie noire, une pratique interdite. Il prendra comme novice Sonea. On découvre par la suite les raisons de son utilisation de la magie noire. 
Dannyl : Ami et ancien novice de Rothen et Ambassadeur de la Guilde en Elyne, il adore les commérages. Des rumeurs comme quoi il serait homosexuel circulaient à son sujet lors de son noviciat.
Lorlen : Administrateur de la Guilde, c'est le meilleur ami d'Akkarin. Il sera très déçu en apprenant son secret.
Regin : Un novice talentueux, novice du seigneur Garrell, il harcèle Sonea car il trouve injuste qu'une fille des Taudis soit admise à la Guilde.
Tayend de Tremmelin : Un érudit de la Grande Bibliothèque d'Elyne, il sera l'assistant et ami de Dannyl. Il est homosexuel et épris du mage.
Tania : Servante de Rothen, elle est très empathique et proche de Sonea.
Fergun : Humilié par Sonea le jour de la Purge, car c'était lui qu'elle avait frappé avec un caillou. Il fera tour pour qu'elle ne soit pas admise à la guide, étant persuadé qu'une personne des taudis ne peut faire un bon magicien, et donc va ternir la réputation de la guilde.
Dorrien : Le fils de Rothen. Étant un guérisseur faisant de nombreux voyages, il ne revient que rarement à la Guilde. Cependant, il y viendra dans le tome 2, et fera la rencontre de Sonea. Il tombera amoureux de Sonea et elle l'aimera aussi, mais, contraint de retourner à son village, il ne la reverra pas avant longtemps.

## Autres tomes

### Préquelle
- L'Apprentie du magicien, 2010 (The Magician's Apprentice, 2009)

### Suite:Les Chroniques du magicien noir
1. La Mission de l'ambassadeur, 2011 (The Ambassador's Mission, 2010)
2. La Renégate, 2011 (The Rogue, 2011)
3. La Reine traîtresse, 2012 (The Traitor Queen, 2012)